# 澄江化石地世界自然遗产博物馆
澄江化石地世界自然遗产博物馆（云南省自然博物馆）是中华人民共和国云南省玉溪市澄江市的一家自然科技博物馆，是国家一级博物馆，建于澄江化石地遗址之上。2014年2月开工建设，总投资6.3亿元，2020年8月10日正式开放。馆舍位于右所镇环湖北路寒武纪大道14号，建筑面积4.2万平方米，展厅面积1.2万平方米，包括博物馆主馆、球幕影院、游客接待中心、科研中心、文化创意中心，主馆外观形似孕育生命的摇篮，寓意生命的起源。馆藏化石、标本6万余件，其中澄江生物群化石5万件，博物馆以“生命大爆发、生命大演化、生物多样性”为脉络，讲述生命演化历程。